# Озориу (микрорегион)

Озориу на карте.

Озориу (порт. Microrregião de Osório) — микрорегион в Бразилии, входит в штат Риу-Гранди-ду-Сул. Составная часть мезорегиона Агломерация Порту-Алегри. 
Население составляет 341 119 человек (на 2010 год). Площадь — 8 769,772 км². Плотность населения — 38,90 чел./км².

## Демография
Согласно сведениям, собранным в ходе переписи 2010 г. Национальным институтом географии и статистики (IBGE), население микрорегиона составляет: 
| Полное население                             | Полное население                             | Полное население                             | Полное население                             | 341 119 |
| -------------------------------------------- | -------------------------------------------- | -------------------------------------------- | -------------------------------------------- | ------- |
| в том числе:                                 | Городское население                          | 285 786                                      | Процент городского населения, %              | 83,78   |
|                                              | Сельское население                           | 55 333                                       | Процент сельского населения, %               | 16,22   |
|                                              | Мужское население                            | 168 901                                      | Процент мужского населения, %                | 49,51   |
|                                              | Женское население                            | 172 218                                      | Процент женского населения, %                | 50,49   |
| Плотность населения, чел/км²                 | Плотность населения, чел/км²                 | Плотность населения, чел/км²                 | Плотность населения, чел/км²                 | 38,90   |
| Население микрорегиона в % к населению штата | Население микрорегиона в % к населению штата | Население микрорегиона в % к населению штата | Население микрорегиона в % к населению штата | 3,19    |

## Статистика
- Валовой внутренний продукт на 2003 год составляет 2 249 269 349,00 реалов (данные: Бразильский институт географии и статистики).
- Валовой внутренний продукт на душу населения на 2003 год составляет 7 222,50 реалов (данные: Бразильский институт географии и статистики).
- Индекс развития человеческого потенциала на 2000 год составляет 0,792 (данные: Программа развития ООН).

## Состав микрорегиона
В составе микрорегиона включены следующие муниципалитеты:
1. Аррою-ду-Сал
2. Балнеариу-Пиньял
3. Капивари-ду-Сул
4. Капан-да-Каноа
5. Караа
6. Сидрейра
7. Дон-Педру-ди-Алкантара
8. Имбе
9. Итати
10. Мампитуба
11. Макине
12. Морриньюс-ду-Сул
13. Мостардас
14. Озориу
15. Палмарис-ду-Сул
16. Санту-Антониу-да-Патрулья
17. Тавариш
18. Терра-ди-Арея
19. Торрис
20. Трамандаи
21. Трес-Кашуэйрас
22. Трес-Форкильяс
23. Шангри-Ла